# Jean Gérard Louis Béchon de Caussade
Jean Gérard Louis Bechon de Caussade est un général de division, commandeur de la Légion d’honneur, né le 6 août 1809 à Saint-Pierre-de-Caubel et mort le 4 novembre 1870 à Clichy 67, boulevard Saint-Vincent-de-Paul.

## Biographie
Admis à Saint-Cyr le 9 novembre 1825 et en sortit le 1er octobre 1827 sous-lieutenant au 33e de ligne.
Lieutenant le 16 octobre 1831, il fit la campagne de Belgique. Capitaine le 26 avril 1837, il prit en 1843 les fonctions d’adjudant-major à son régiment, alors dans la province d’Alger. Chef de bataillon au 15e léger le 27 avril 1846, il rejoignit ce régiment dans la province d’Oran, fit à la tête de son bataillon plusieurs expéditions, notamment pour le combat de Kin-Ben-Narb. Il fut nommé colonel du 76e régiment d'infanterie le 18 octobre 1854, fit la campagne d’Italie en 1859 et, le lendemain de Solférino, reçut la croix de commandeur. À son retour en France, le 14 août 1860, il fut promu général de brigade. Le 14 juillet 1870, la veille de la déclaration de la guerre, Caussade reçut les étoiles de divisionnaire.
Il est mort le 4 novembre 1870 à son quartier général de Clichy-la-Garenne, alors qu’il commandait la 1re division du 2e corps. Il a été inhumé au cimetière Montmartre.